# Capris Filosofiska Park

Capris Filosofiska Park (italienska Parco Filosofico) ligger i utkanten av den lilla staden Anacapri vid en utsiktplats kallad "Belvedere di Migliara", på den italienska ön Capri. Parken är grundad av den svenske professorn och författaren Gunnar Adler-Karlsson och hans fru Marianne, som sedan många år är bosatta på ön.
I parken finns små lertavlor med ett citat var från 60 västerländska filosofer. Tavlorna är utplacerade längs små naturstigar, och på några ställen finns även parkbänkar för den som vill vila. Bänkarna är gjorda av ek som hämtats från Djurgården i Stockholm.